# Escut de Marçà

Escut oficial de Marçà

L'escut oficial de Marçà té el següent blasonament:
Escut caironat: d'or, una mà d'atzur; el cap de sable. Per timbre, una corona mural de poble

## Història

Escut antic de Marçà

Va ser aprovat el 31 de gener de 1983.
La mà és un senyal parlant tradicional, al·lusiu al nom del poble. El camper d'or amb el cap de sable prové de les armes dels barons d'Entença, senyors de Marçà des del segle xii.